# ベノワ・ペドレッティ
ブノワ・ペドレッティ（Benoît Pedretti, 1980年11月12日 - ）は、フランス・ドゥー県オダンクール出身の元サッカー選手。現役時代のポジションはミッドフィールダー。ファーストネームをベノワとカタカナ表記されているものも見受けられるが、ブヌワがより近い（ブノワの項を参照）。

## 経歴
レキップ紙を筆頭にフランスの大多数のメディアからはFCソショーの育成機関が生み出した過去最高の人材と言われている。長短のパスを自在に操りゲームを組み立てられる、運動量の豊富なセントラル・ミッドフィールダー。プレイスタイルはスティーヴン・ジェラードを彷彿とさせるという指摘も多い。また、フランス代表初招集当時はディディエ・デシャンとよく比較され、ユース世代の監督を務めていたレイモン・ドメネクはジョゼップ・グアルディオラの再来とコメントしていた。
近年はハードなディフェンスをクローズアップされることが多く、モンペリエHSC会長のニコラン等からは「プレーが危険すぎる選手」と、そのプレーを揶揄されることもあるが、実際は退場経験はおろかイエローカードを貰うことも殆ど無く、他の選手を傷つけるプレーとは無縁である。

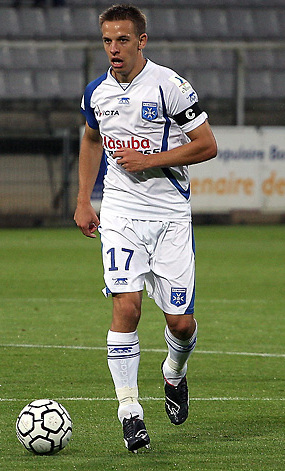
オセール時代のペドレッティ

FCソショーではキャプテンを務めクープ・ドゥ・ラ・リーグを掲げた。レイモン・ドメネク前フランスA代表監督が当時率いていたU-21フランス代表としてU-21 EURO2002準優勝を経てジャック・サンティニの指揮するフル代表へ初招集。2003年のFIFAコンフェデレーションズカップ、EURO2004のメンバーに名を連ねた後、憧れのクラブであったオリンピック・マルセイユに移籍するも、下部組織から上がって来たばかりのサミル・ナスリを重用したフィリップ・トルシエに干され1年でオリンピック・リヨンに移籍。そのリヨンでもジュニーニョ・ペルナンブカーノを筆頭に中盤の選手層が厚かった為に控えに甘んじることが多く、従って代表からも遠ざかることとなった。2006-2007シーズンに出場機会を求めてソショー在籍時の監督であったジャン・フェルナンデスが指揮を執るブルゴーニュの小クラブAJオセールへ移籍。同クラブでは移籍したブノワ・シェイルの後を継ぎキャプテンを務めた。輝きを取り戻したプレイと、ディフェンスにも汗しキャプテンとしてチームを鼓舞する姿が心を捉え、2010ワールドカップ予選時には崩壊状態にあったフランス代表を立て直せる選手として、元レキップ紙の名物記者であり現在カナルプリュスで解説者を務めるピエール・メネスを筆頭に代表復帰を望む声は多かった。2009-2010シーズンはリーグ最優秀監督に選ばれたジャン・フェルナンデスの標榜するコンパクトな守備と鋭いカウンター戦術を決定的なロングパスで司り、リーグ3位と大躍進の一年となった。
長年、国外でのプレーを希望しており、2009-2010シーズン終了後も「これが最後のチャンスになるかもしれない」と移籍期限終了間際まで在籍チームとの契約更新をしなかったが、チームがFCゼニト・サンクトペテルブルクとのプレイオフに勝利しチャンピオンズリーグ出場権を得たことで、最終的に残留を決めた。
2010-11シーズン終了後、シーズン覇者のリールへと移籍した。
2013年8月1日、ACアジャクシオに2年契約で加入した。2014-15シーズン終了後にクラブを退団し、2015年8月1日にASナンシーと2年間の延長オプション付きの1年契約を結んだ。2018年1月、怪我のため現役を引退することを発表した。

## 人物
背番号はソショー時代から着けていた"17"に愛着を持っている。リヨン時代はマルク＝ヴィヴィアン・フォエのため1次的に欠番にされていた為"26"をつけ、オセール移籍当時もその番号が埋まっていた為"6"をつけていたが、空き番となった翌シーズンから着用している。
通常はリーボック製のスパイクを使用しているが、グラウンドの状態によってプーマ製のものを着用していることもあった。

## 所属クラブ
- FCソショー 1999-2004
- オリンピック・マルセイユ 2004-2005
- オリンピック・リヨン 2005-2006
- AJオセール 2006-2011
- リール 2011-2013
- ACアジャクシオ 2013-2015
- ASナンシー 2015-2018

## 個人成績
| シーズン  | クラブ       | リーグ               | リーグ | リーグ |
| シーズン  | クラブ       | リーグ               | 出場   | 得点   |
| --------- | ------------ | -------------------- | ------ | ------ |
| 1999-2000 | ソショー     | ディヴィジオン・ドゥ | 2      | 0      |
| 2000-01   | ソショー     | ディヴィジオン・ドゥ | 38     | 0      |
| 2001-02   | ソショー     | ディヴィジオン・アン | 33     | 0      |
| 2002-03   | ソショー     | リーグ・アン         | 35     | 3      |
| 2003-04   | ソショー     | リーグ・アン         | 33     | 2      |
| 2004-05   | マルセイユ   | リーグ・アン         | 31     | 3      |
| 2005-06   | リヨン       | リーグ・アン         | 21     | 2      |
| 2006-07   | オセール     | リーグ・アン         | 31     | 1      |
| 2007-08   | オセール     | リーグ・アン         | 37     | 1      |
| 2008-09   | オセール     | リーグ・アン         | 30     | 1      |
| 2009-10   | オセール     | リーグ・アン         | 36     | 4      |
| 2010-11   | オセール     | リーグ・アン         | 20     | 5      |
| 2011-12   | リール       | リーグ・アン         | 31     | 4      |
| 2012-13   | リール       | リーグ・アン         | 29     | 2      |
| 2013-14   | アジャクシオ | リーグ・アン         | 14     | 1      |
| 2014-15   | アジャクシオ | リーグ・ドゥ         | 27     | 2      |
| 2015-16   | ナンシー     | リーグ・ドゥ         | 33     | 0      |
| 2016-17   | ナンシー     | リーグ・アン         | 26     | 1      |
| 2017-18   | ナンシー     | リーグ・ドゥ         | 7      | 0      |

## タイトル
| シーズン | チーム               | タイトル                         |
| -------- | -------------------- | -------------------------------- |
| 2001     | FCソショー           | リーグ・ドゥ                     |
| 2003     | フランス代表         | FIFAコンフェデレーションズカップ |
| 2004     | FCソショー           | クープ・ドゥ・ラ・リーグ         |
| 2005     | オリンピック・リヨン | トロフェ・デ・シャンピオン       |
| 2006     | オリンピック・リヨン | リーグ・アン                     |
| 2016     | ASナンシー           | リーグ・ドゥ                     |